# Alfara del Patriarca
Alfara del Patriarca ist ein Ort und eine Gemeinde (municipio) mit 3.623 Einwohnern (Stand: 2024) in Spanien, in der Provinz und Autonomen Gemeinschaft Valencia. 

## Lage
Alfara del Patriarca liegt etwa neun Kilometer nördlich vom Stadtzentrum von Valencia in einer Höhe von ca. 35 m. Der Barranc de Carraixet begrenzt die Gemeinde im Osten. 

## Bevölkerungsentwicklung
| Jahr      | 1900 | 1920 | 1950 | 1970 | 1981 | 1991 | 2001 | 2011 | 2021 |
| Einwohner | 1342 | 1810 | 2349 | 2777 | 2851 | 2835 | 2660 | 3201 | 3301 |

## Sehenswürdigkeiten
- Bartholomäuskirche (Iglesia de San Bartolomé)
- Reste des Konvents von Sant Dídac
- Casa de la Sirena, Festes Haus
- Altes Theater
- Rathaus, ehem. Palacio de Cruïlles

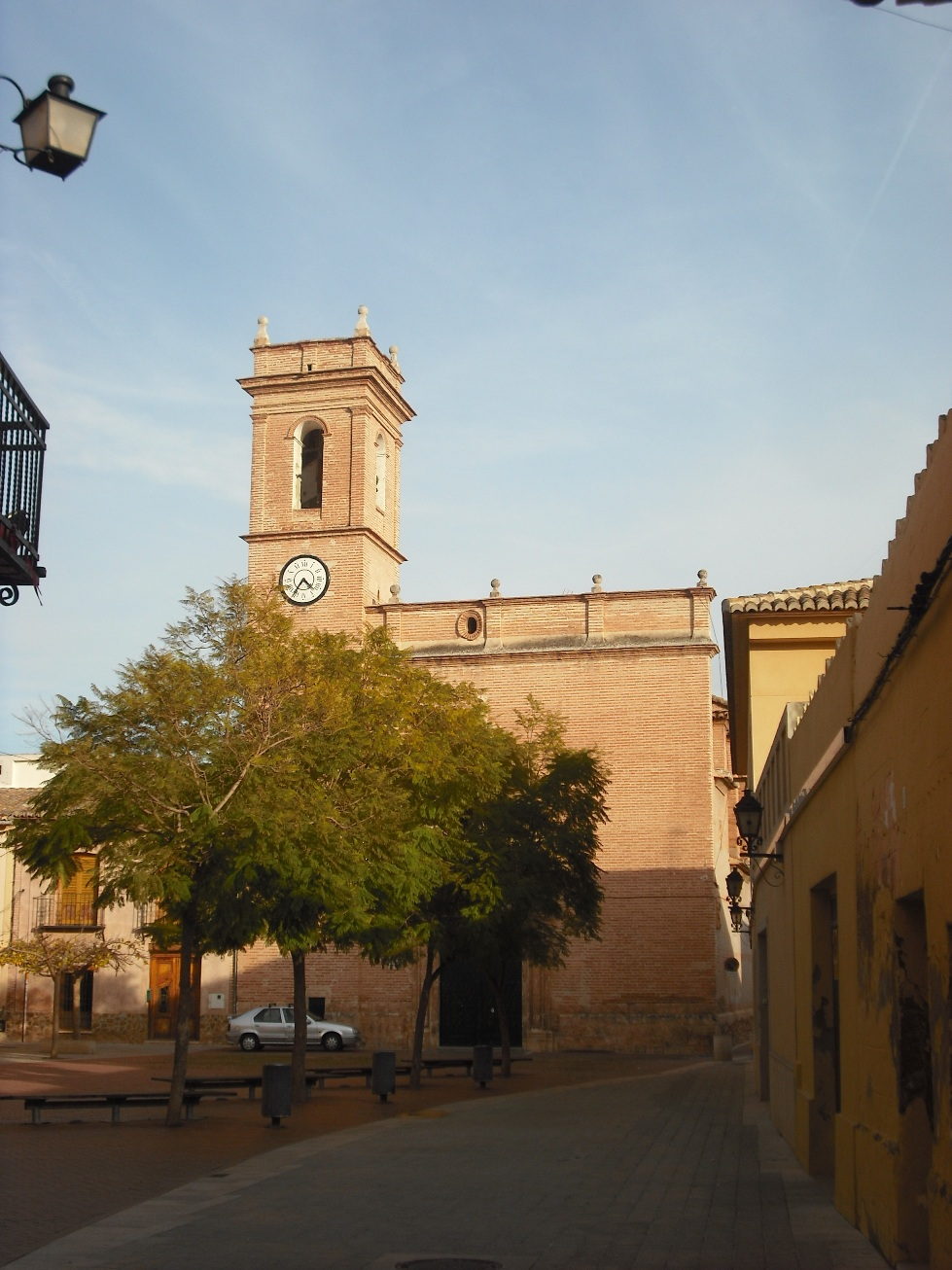
Kirche Unsere Liebe Frau auf dem Pfeiler
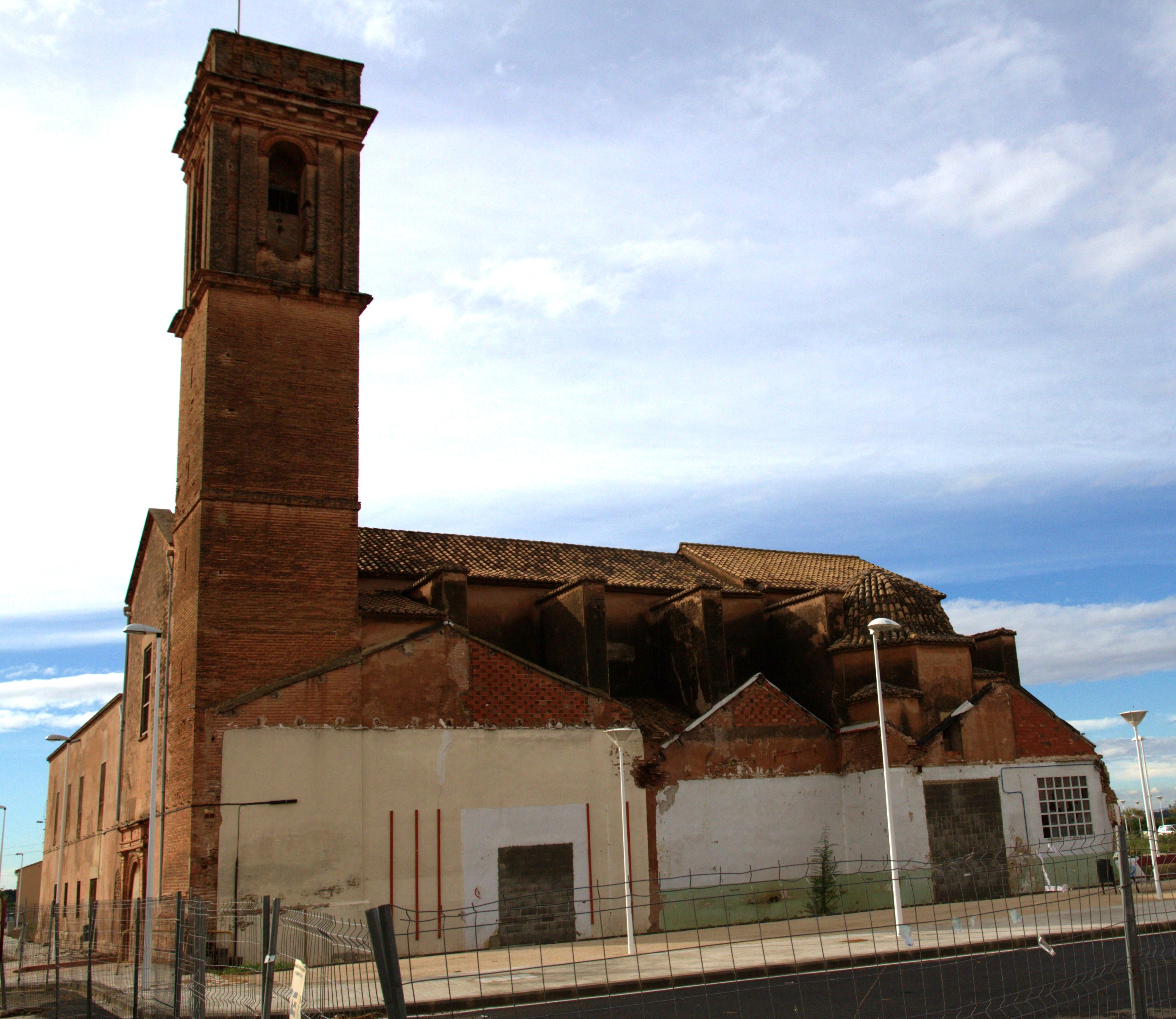
Reste des Konvents von Sant Dídac
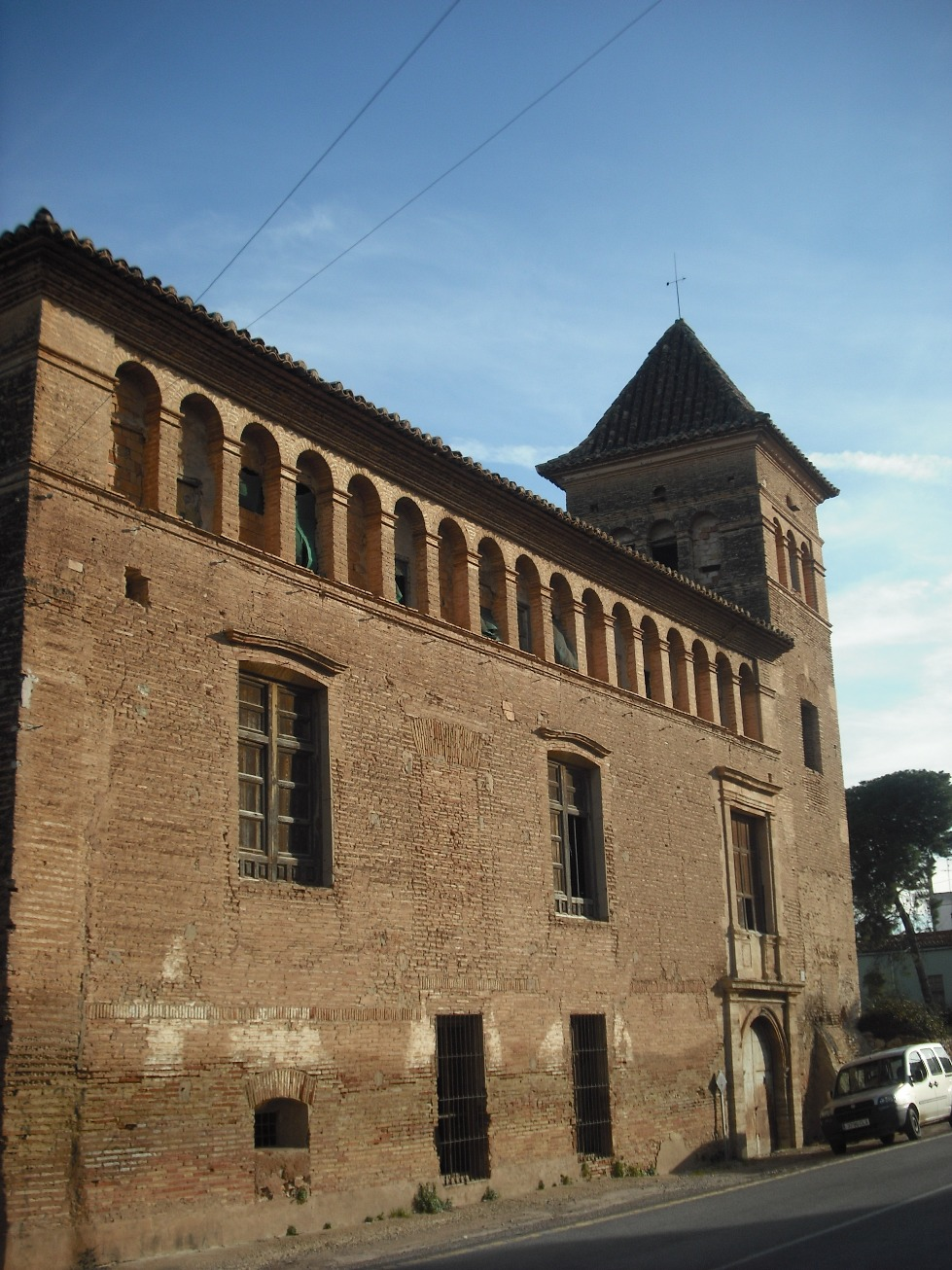
Casa de la Sirena
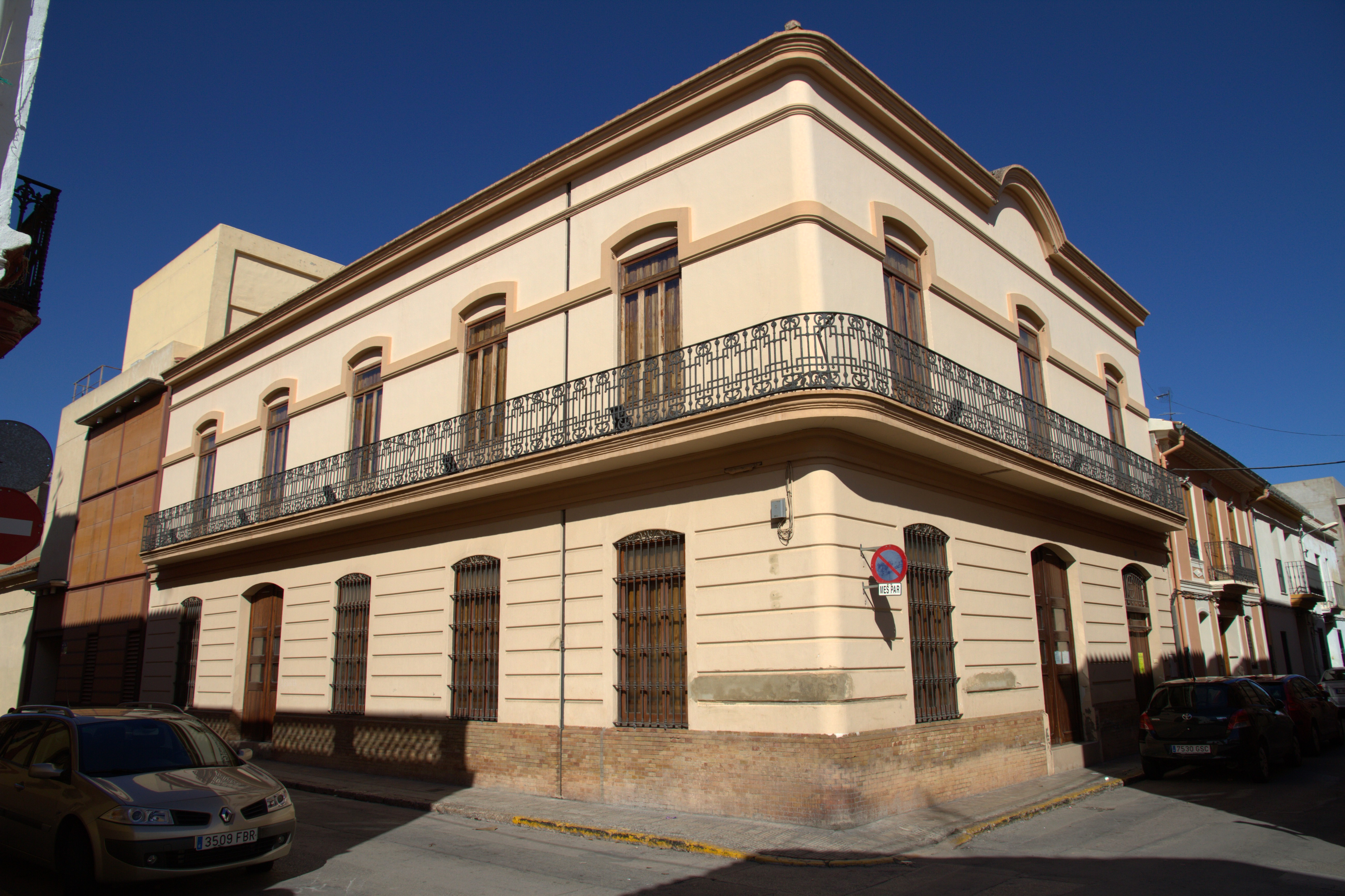
Altes Theater
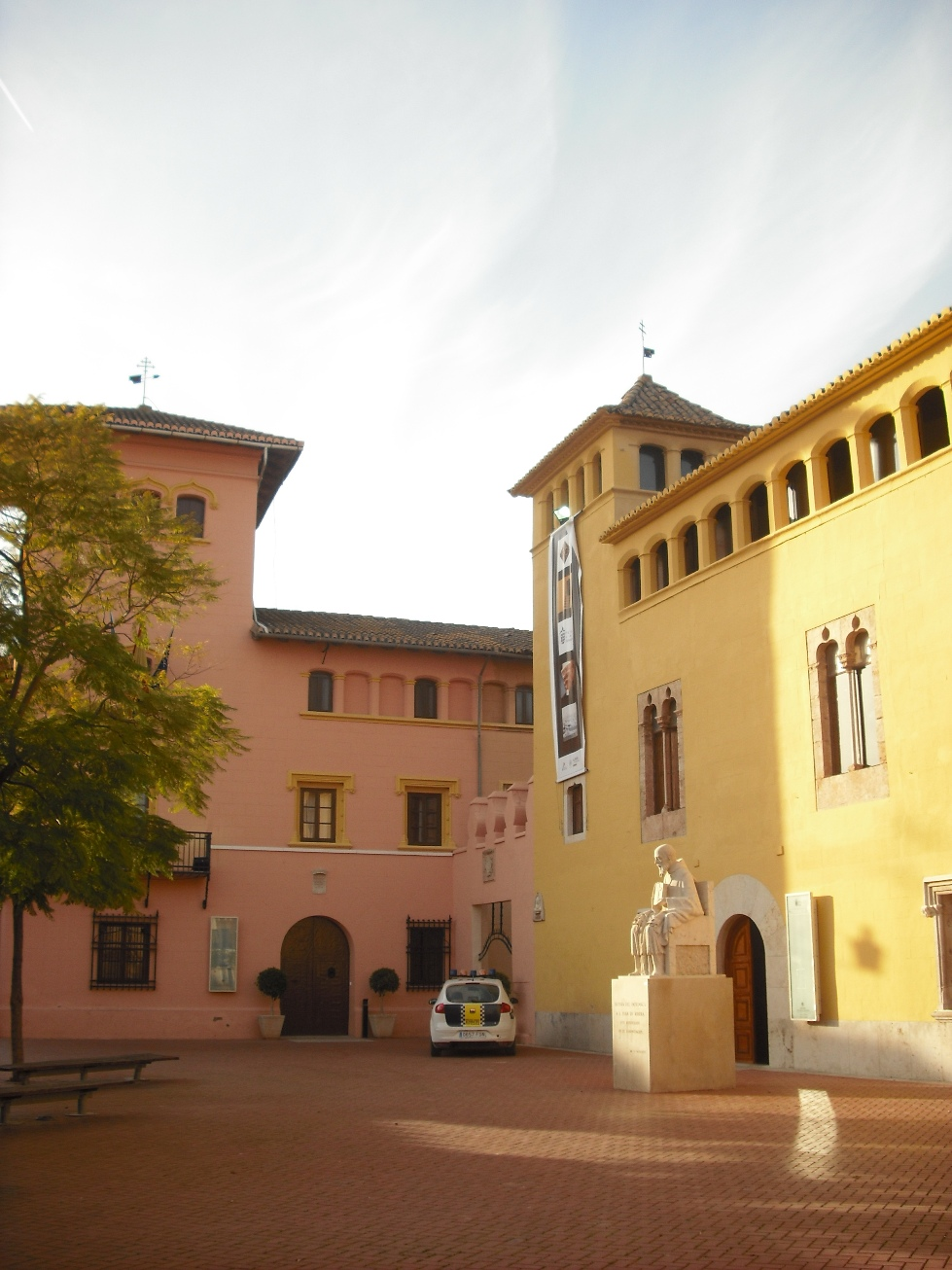
Rathaus

## Persönlichkeiten
- Manuel Palau Boix (1893–1967), Komponist und Dirigent